# Josep Maria Guix i Aguilar
|  | «Josep Maria Guix » redirigeix aquí. Vegeu-ne altres significats a «Josep Maria Guix (desambiguació)». |

Josep Maria Guix i Aguilar (Reus, 1967) és un compositor, professor, divulgador i gestor musical català.

## Biografia
És llicenciat en història de l'art per la UAB i titulat superior en composició i teoria de la música pel Conservatori de Badalona. Ha estudiat música electroacústica a la Fundació Phonos de Barcelona i composició a l'IRCAM de París. Guardonat amb el X Premi Internacional
de Composició Ciutat d'Alcoi de Música de Cambra (1995) i el XIV Premio SGAE para Jóvenes Compositores (2000). Està convençut de la funció social de la música i compagina l'activitat de la composició amb la docència a l'IES Joan Coromines. També ha exercit com a docent al Conservatori del Liceu i a la Universitat Pompeu Fabra. Va ser director artístic del Festival Nous Sons de l'Auditori de Barcelona a partir de l'any 2007.
La seva música ha estat interpretada pel conjunt instrumental Barcelona 216 dirigit per Francesc Prat i José Luis Estellés, Diabolus in Musica dirigit per Nacho de Paz, Jove Orquestra Nacional de Catalunya dirigida per Manel Valdivieso, Barcelona Modern Project dirigit per Marc Moncusí, UI New Music Ensemble dirigit per Stephen Taylor, Archaeus Ensemble dirigit per Liviu Danceanu, Grupo Finale dirigit per Vicent Egea, Jordi Masó, Emili Brugalla, Alberto Rosado, Sílvia Vidal, Gayle Blankenburg, Izumi Kimura, Kumi Uchimoto, Roger Lebow, Olga Domínguez, Amparo Lacruz, Véronique Piron, Marta Fiol i el Trio Kandinsky.

## Selecció d'obres
| Any  | Obra                                                      | Tipus d'obra                      | Editorial       |
| ---- | --------------------------------------------------------- | --------------------------------- | --------------- |
| 2012 | Slowly... in mist, per a violí, violoncel i piano         | Música de cambra                  | -               |
| 2012 | ...i no només el vent, per a flauta                       | Música solista (flauta)           | Periferia Music |
| 2007 | Vent del capvespre, per a conjunt instrumental            | Música per a conjunt instrumental | Periferia Music |
| 2001 | Soft, per a flauta                                        | Música solista (flauta)           | La mà de Guido  |
| 2001 | Petit trio per a Guinjoan, per a violí, violoncel i piano | Música de cambra                  | La mà de Guido  |

## Articles publicats
- Reflexions a l'entorn de la nova generació de compositors catalans.[10]
- Siempre he pensado la música de manera muy visual.[11]
- Una reflexión musical a partir de la obra de Max Bill.[12]